# 1959 год
1959 (ты́сяча девятьсо́т пятьдеся́т девя́тый) год  по григорианскому календарю — невисокосный год, начинающийся в четверг. Это 1959 год нашей эры, 9‑й год 6‑го десятилетия XX века 2‑го тысячелетия, 10‑й год 1950‑х годов. Он закончился 66 лет назад.
| Пн | Вт | Ср | Чт | Пт | Сб | Вс |
|    |    |    | 1  | 2  | 3  | 4  |
| 5  | 6  | 7  | 8  | 9  | 10 | 11 |
| 12 | 13 | 14 | 15 | 16 | 17 | 18 |
| 19 | 20 | 21 | 22 | 23 | 24 | 25 |
| 26 | 27 | 28 | 29 | 30 | 31 |    |

| Пн | Вт | Ср | Чт | Пт | Сб | Вс |
|    |    |    |    |    |    | 1  |
| 2  | 3  | 4  | 5  | 6  | 7  | 8  |
| 9  | 10 | 11 | 12 | 13 | 14 | 15 |
| 16 | 17 | 18 | 19 | 20 | 21 | 22 |
| 23 | 24 | 25 | 26 | 27 | 28 |    |

| Пн | Вт | Ср | Чт | Пт | Сб | Вс |
|    |    |    |    |    |    | 1  |
| 2  | 3  | 4  | 5  | 6  | 7  | 8  |
| 9  | 10 | 11 | 12 | 13 | 14 | 15 |
| 16 | 17 | 18 | 19 | 20 | 21 | 22 |
| 23 | 24 | 25 | 26 | 27 | 28 | 29 |
| 30 | 31 |    |    |    |    |    |

| Пн | Вт | Ср | Чт | Пт | Сб | Вс |
|    |    | 1  | 2  | 3  | 4  | 5  |
| 6  | 7  | 8  | 9  | 10 | 11 | 12 |
| 13 | 14 | 15 | 16 | 17 | 18 | 19 |
| 20 | 21 | 22 | 23 | 24 | 25 | 26 |
| 27 | 28 | 29 | 30 |    |    |    |

| Пн | Вт | Ср | Чт | Пт | Сб | Вс |
|    |    |    |    | 1  | 2  | 3  |
| 4  | 5  | 6  | 7  | 8  | 9  | 10 |
| 11 | 12 | 13 | 14 | 15 | 16 | 17 |
| 18 | 19 | 20 | 21 | 22 | 23 | 24 |
| 25 | 26 | 27 | 28 | 29 | 30 | 31 |

| Пн | Вт | Ср | Чт | Пт | Сб | Вс |
| 1  | 2  | 3  | 4  | 5  | 6  | 7  |
| 8  | 9  | 10 | 11 | 12 | 13 | 14 |
| 15 | 16 | 17 | 18 | 19 | 20 | 21 |
| 22 | 23 | 24 | 25 | 26 | 27 | 28 |
| 29 | 30 |    |    |    |    |    |

| Пн | Вт | Ср | Чт | Пт | Сб | Вс |
|    |    | 1  | 2  | 3  | 4  | 5  |
| 6  | 7  | 8  | 9  | 10 | 11 | 12 |
| 13 | 14 | 15 | 16 | 17 | 18 | 19 |
| 20 | 21 | 22 | 23 | 24 | 25 | 26 |
| 27 | 28 | 29 | 30 | 31 |    |    |

| Пн | Вт | Ср | Чт | Пт | Сб | Вс |
|    |    |    |    |    | 1  | 2  |
| 3  | 4  | 5  | 6  | 7  | 8  | 9  |
| 10 | 11 | 12 | 13 | 14 | 15 | 16 |
| 17 | 18 | 19 | 20 | 21 | 22 | 23 |
| 24 | 25 | 26 | 27 | 28 | 29 | 30 |
| 31 |    |    |    |    |    |    |

| Пн | Вт | Ср | Чт | Пт | Сб | Вс |
|    | 1  | 2  | 3  | 4  | 5  | 6  |
| 7  | 8  | 9  | 10 | 11 | 12 | 13 |
| 14 | 15 | 16 | 17 | 18 | 19 | 20 |
| 21 | 22 | 23 | 24 | 25 | 26 | 27 |
| 28 | 29 | 30 |    |    |    |    |

| Пн | Вт | Ср | Чт | Пт | Сб | Вс |
|    |    |    | 1  | 2  | 3  | 4  |
| 5  | 6  | 7  | 8  | 9  | 10 | 11 |
| 12 | 13 | 14 | 15 | 16 | 17 | 18 |
| 19 | 20 | 21 | 22 | 23 | 24 | 25 |
| 26 | 27 | 28 | 29 | 30 | 31 |    |

| Пн | Вт | Ср | Чт | Пт | Сб | Вс |
|    |    |    |    |    |    | 1  |
| 2  | 3  | 4  | 5  | 6  | 7  | 8  |
| 9  | 10 | 11 | 12 | 13 | 14 | 15 |
| 16 | 17 | 18 | 19 | 20 | 21 | 22 |
| 23 | 24 | 25 | 26 | 27 | 28 | 29 |
| 30 |    |    |    |    |    |    |

| Пн | Вт | Ср | Чт | Пт | Сб | Вс |
|    | 1  | 2  | 3  | 4  | 5  | 6  |
| 7  | 8  | 9  | 10 | 11 | 12 | 13 |
| 14 | 15 | 16 | 17 | 18 | 19 | 20 |
| 21 | 22 | 23 | 24 | 25 | 26 | 27 |
| 28 | 29 | 30 | 31 |    |    |    |

## События

### Январь

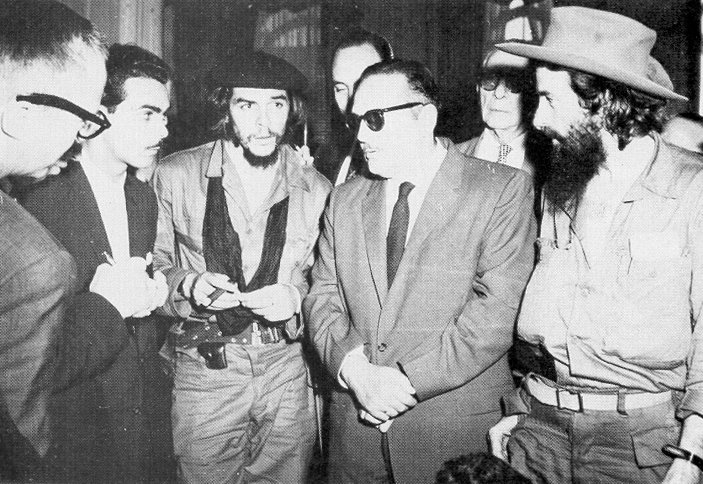
Кубинская революция: новый президент Кубы Мануэль Уррутия, Эрнесто Че Гевара и Камило Сьенфуэгос в январе 1959 года

- 1 января — в ходе Кубинской революции во главе с Фиделем Кастро повстанческие части Эрнесто Че Гевары заняли город Санта-Клара, диктатор Фульхенсио Батиста бежал из страны. Исполняющим обязанности президента на сутки стал Ансельмо Альегро[1].
- 2 января
  - Кубинская повстанческая армия вошла в Гавану. На пост президента страны назначен Мануэль Уррутия[1].
  - Запуск первой автоматической межпланетной станции «Луна-1» (пролетела на расстоянии 5–6 тысяч км от лунной поверхности). 4 января межпланетная станция стала первым искусственным спутником Солнца[2]. Первый в мире космический зонд.
- 3 января — Аляска стала 49-м штатом США.
- 4 января — на Кубе арестован генерал Эулохио Кантильо[англ.] — глава хунты, принявшей власть от Батисты[3].
- 7 января — США признали Революционное правительство Кубы.
- 8 января —
  - Шарль де Голль провозглашён президентом французской Пятой республики. Премьер-министром становится Мишель Дебре.
  - Фидель Кастро прибыл в Гавану[1].
  - В результате пожара в местном клубе села Ачка Горьковской (ныне Нижегородской) области погибли 64 человека[4].
- 9 января — в городе Рибаделаго (провинция Самора, Испания) 144 жителя погибли в результате прорыва плотины местного водохранилища.
- 10 января — СССР признал Революционное правительство Кубы[5].
- 12 января — по требованию правительства Фуи Сананикона созвана чрезвычайная сессия Национального собрания Лаоса, которая предоставила правительству чрезвычайные полномочия сроком на один год[6].
- 15 января — в СССР прошла первая после войны перепись населения.
- 18 января — Катастрофа Ил-14 под Сталинградом — крупнейшая в Волгоградской (на тот момент — Сталинградской) области, погибли 25 человек.
- Воронежский радиозавод начал выпускать первый в СССР массовый транзисторный радиоприёмник — «Атмосфера».
- 27 января-5 февраля — в Москве проходил XXI съезд КПСС.
- 30 января — в результате столкновения с айсбергом у западного побережья Гренландии затонул датский лайнер «Ханс Хеттофт», погибли все 95 человек, находившиеся на борту.

### Февраль
- 1 февраля — на референдуме в Швейцарии против предоставления женщинам права голоса высказалось 67% проголосовавших.
- 1–2 февраля — гибель тургруппы Дятлова на Северном Урале[7].
- 3 февраля
  - Новый президент Кубы Мануэль Уррутия назначил лидера повстанцев Фиделя Кастро главнокомандующим вооружёнными силами[1].
  - В авиакатастрофе у Клир-Лейк (Айова) погибли рок-музыканты Бадди Холли, Ричи Валенс и Биг Боппер.
  - Катастрофа L-188 в Нью-Йорке, погибли 65 человек.
- 8 февраля — на Кубе в качестве временной конституции принят Основной закон, действовавший до 1976 года[8].
- 11 февраля — премьер-министр Лаоса Фуи Сананикон на пресс-конференции заявляет о выполнении всех обязательств по Женевским соглашениям 1954 года[9].
- 13 февраля — на пост президента Венесуэлы вступил Ромуло Бетанкур[10].
- 16 февраля — подал в отставку премьер-министр Кубы Хосе Миро Кардона. На его место назначен Фидель Кастро[1].
- 17 февраля
  - Разбился самолёт «Turkish Airlines» с правительственной делегацией Турции, летевшей в Лондон. Погибли 15 политиков, премьер-министр Турции Аднан Мендерес чудом уцелел.
  - Запуск метеоспутника «Авангард-2» — первого метеоспутника, выведенного на орбиту.
- 18 февраля–3 апреля — парламентские выборы в Непале, победила партия Непальский конгресс, получившая 37,2% голосов и 74 из 109 мест в Палате представителей.
- 19 февраля
  - Трёхсторонним соглашением между Великобританией, Турцией и Грецией создана Республика Кипр.
  - Правительство Индонезии попросило Учредительное собрание восстановить конституцию 1945 года и «упорядочить» многопартийную систему[11].
- 28 февраля — подписан консульский договор между СССР и Австрией[12].

### Март
- 5 марта
  - Холодная война: В Анкаре послы США и Ирана подписали военное соглашение между двумя странами, предусматривавшее расширение военного сотрудничества и право использование иранской территории вооружёнными силами США[13].
  - В Анкаре подписано военное соглашение между США и Пакистаном, предусматривавшее право ввода армии США на пакистанскую территорию[14].
  - В Анкаре подписано военное соглашение между США и Турцией, предусматривавшее расширение военного сотрудничества и право использование турецкой территории вооружёнными силами США[15].
- 6 марта — в Ираке началось панарабистское восстание в Мосуле (подавлено 9 марта).
- 9 марта
  - На парламентских выборах на Маврикиие побндила правящая Социалистическая партия, получившая 83% голосов и все 80 мест в парламенте.
  - Появилась детская игрушка, кукла «Барбара Миллисент Робертс», всемирно известная как «Барби».
- 10 марта — начало Тибетского восстания в КНР.
- 12 марта — на парламентских выборах в Нидерландах победили Католическая народная партия, получившая 31,6% голосов и 49 из 150 мест в парламенте и Партия труда, получившая 30,4% и 48 мест.
- 17 марта — восстановлены дипломатические отношения между СССР и Австралией, разорванные в 1954 году[16].
- 22 марта — на парламентских выборах в Сенегале победила правящая Социалистическая партия, получившая 83% голосов и все 80 мест в парламенте.
- 24 марта — Ирак вышел из Багдадского пакта[17].
- 28 марта — утверждён новый Устав Академии наук СССР, содержавший положение о том, что Академия «активно участвует в построении коммунистического общества в СССР, помогает делу защиты социалистических завоеваний трудящихся»[18].

### Апрель

27 апреля: Лю Шаоци — новый Председатель Китайской Народной Республики

- 2 апреля — на парламентских выборах в Дагомее победила правящая Социалистическая партия, получившая 83% голосов и все 80 мест в парламенте.

- 10 апреля — наследный принц Акихито, старший сын императора Японии Хирохито, нарушив традиции императорской семьи, женился на дочери президента мукомольной компании «Ниссин» Сёда Митико[19].
- 12 апреля — в условиях безальтернативности и однопартийности в Кот-д’Ивуаре прошли парламентские выборы.
- 23 апреля — в УССР создан Союз журналистов Украины.
- 25 апреля 
  - Произошло обрушение кинотеатра «Октябрь» в Брянске, погибли 46 человек.
  - Во время всенощного бдения в соборе Рождества Пресвятой Богородицы в Вологде в результате возникшей паники в давке погиб 21 человек[20].
- 27 апреля — сессия Всекитайского собрания народных представителей освободила Мао Цзэдуна от обязанностей Председателя КНР. Новым Председателем Китайской Народной Республики избран Лю Шаоци[21][22].

### Май
- 1 мая — Национальное собрание Малагасийской Республики избрало Филибера Циранану первым президентом Мадагаскара.
- 4 мая — на Камчатке зафиксировано сильное землетрясение магнитудой 8,3, вызвавшее цунами.
- 5 мая — президентом Либерии в очередной раз переизбран Уильям Табмен.
- 10 мая — парламентские выборы в Австрии. Народная партия получила 44,2 % голосов и 79 из 165 мест в Национальном совете, Социал-демократическая – 44,8 % и 78 мест.
- 11 мая — королевская армия Лаоса блокировала сформированные из членов Патриотического фронта Лаоса войска в провинции Луангпхабанг и в Долине Кувшинов. Батальон ПФЛ в Долине Кувшинов сумел уйти в джунгли[23].
- 12 мая — катастрофа Vickers Viscount в Чейсе, погибли 31 человек.
- 13 мая — катастрофа стратегического бомбардировщика «Ту-16» в Витебской области, погиб весь экипаж, 7 человек[24].
- 17 мая
  - На Кубе Фидель Кастро подписал закон об аграрной реформе[1].
  - В условиях однопартийности в Мавритании прошли парламентские выборы.
- 19 мая — окружённый в лаосской провинции Луангпхабанг батальон ПФЛ ночью с 18 мая прорвал оборону королевских войск и ушёл в джунгли. Полиция блокирует здание ЦК ПФЛ и дома его лидеров, запрещена газета фронта «Лео Хаксат»[23].
- 22 мая — министр иностранных дел Лаоса Кампан Панья, находящийся с визитом в Сайгоне, заявляет, что Лаос просит помощи «в борьбе с коммунизмом» у блока СЕАТО и других заинтересованных стран. В тот же день госсекретарь министерства обороны Лаоса Фуми Носаван вылетел в Бангкок, где обсудил с премьер-министром Таиланда маршалом Саритом Танаратом вопросы военного сотрудничества[25].
- 25 мая — в Каире советские специалисты передают правительству ОАР проект Асуанской плотины.
- 27 мая — во Вьентьян для обсуждения вопроса о военном союзе двух стран прибыл министр иностранных дел Таиланда Танат Хоман. Таиланд разрешает транзит оружия из США в Лаос[25].
- 29 мая — лидер СССР Н. С. Хрущёв начал свой последний визит в Албанию, продлившийся до 4 июня. 30 мая было подписано совместное заявление партийно-правительственных делегаций двух стран[26].
- 30 мая — последние британские войска покинули Ирак, оставив Хаббанию и Шуайбу[27].

### Июнь
- 2 июня — по распоряжению генерала Насутиона в Индонезии запрещена всякая политическая деятельность[28].
- 6 июня — Руслан Абдулгани вылетел в Японию, чтобы просить президента Индонезии Сукарно срочно вернуться в страну[28].
- 10 июня — двенадцать моделей под руководством Ива Сен-Лорана, который возглавлял Дом Dior в тот период, прилетели в Москву c коллекцией верхней женской одежды.
- 16 июня — в Москве открылась Выставка достижений народного хозяйства СССР[29].
- 17 июня — президентом Ирландии избран Имон де Валера (получил 56,3% голосов).
- 25 июня — в Лаосе состоялся первый съезд Комитета защиты национальных интересов, подтвердивший решение бороться с коммунистическим влиянием в стране[25].
- 26 июня — Катастрофа L-1649 под Миланом.
- 28 июня
  - Правительство Лаоса на специальном заседании приняло решение об аресте руководителей Патриотического фронта Лаоса и предании их суду «за подрыв внутренней и внешней безопасности государства». Арестованы принц Суфанувонг и другие руководители ПФЛ[25].
  - На парламентских выборах в Исландии по 13 мест из 35 в парламенте получили Партия независимости и Прогрессивная партия, хотя ПН получила 42,5% голосов, а ПП – 27,2%.
- 29 июня — президент Индонезии Сукарно прервал двухмесячную зарубежную поездку и вернулся в Джакарту[28].

### Июль
- 5 июля — в Индонезии декретом президента Сукарно восстановлено действие конституции 1945 года и распущено Учредительное собрание[30].
- 9 июля — ушло в отставку правительство Индонезии во главе с Джуандой. Новый кабинет сформировал сам президент Сукарно. Пост премьер-министра упразднён, Джуанда занял пост первого министра[31].
- 14 июля — министр обороны КНР маршал Пэн Дэхуай направил Председателю ЦК КПК Мао Цзэдуну письмо с резкой критикой его политических и экономических инициатив и обвинениями в «единоличном стиле руководства»[32].
- 17 июля — президент Кубы Мануэль Уррутиа после обвинений в действиях, «близких к государственной измене» подал в отставку. Новым президентом стал Освальдо Дортикос Торрадо, министром вооружённых сил — Рауль Кастро, президентом Национального банка — Эрнесто Че Гевара[1].
- 20 июля — в Санникелли (Либерия) лидеры Гвинеи (Ахмед Секу Туре), Либерии (Уильям Табмен) и Ганы (Кваме Нкрума) провозгласили принципы создания Сообщества независимых африканских государств
- 23 июля — опубликовано франко-лаосское коммюнике, в котором сообщалось, что королевское правительство Лаоса решило просить США направить в страну военных советников в дополнение к французскому персоналу[33].
- 25 июля — В Москве, в Сокольниках, прошла первая Американская промышленная выставка, которую открыли лидер СССР Н. С. Хрущёв и вице-президент США Р. Никсон. Советские граждане, посетившие выставку, впервые получили возможность увидеть своими глазами последние разработки бытовой техники (стиральные, посудомоечные машины, печи СВЧ), попробовать Пепси-Колу и гамбургеры, и т. д. Там же Хрущёв впервые пообещал Америке показать «кузькину мать»[34].
- 26 июля — на кораблях плавучего измерительного комплекса Минобороны СССР (Тихоокеанская океанографическая экспедиция ТОГЭ-4) торжественно подняты Военно-морские флаги.
- 27 июля — выходит постановление Совета Министров СССР № 876 о снижении пенсий военным и членам их семей.
- 29 июля — в лаосской провинции Пхонгсали в ночь на 30 июля произошли столкновения с королевской армией, ставшие началом нового военного противостояния властей с Патриотическим фронтом Лаоса[35].
- 31 июля — президент Индии Раджендра Прасад сместил правившее с 1957 года коммунистическое правительство штата Керала во главе с главным министром Э. М. Ш. Намбудирипадом и ввёл в штате прямое президентское правление[36].

### Август
- 1 августа — королевское правительство Лаоса ввело чрезвычайное положение в провинциях Пхонгсали, Хуапхан, Сиангкхуанг, Кхаммуан и Саваннакхет. Министру национальной обороны дана полная свобода действий в подавлении повстанческого движения[35].
- 12 августа — министр иностранных дел Лаоса Кампан Панья заявил, что в случае ухудшения ситуации в стране королевское правительство попросит ввести в Лаос войска ООН[37].
- 13 августа
  - На Кубе объявлено о раскрытии контрреволюционного заговора.
  - В США запущен искусственный спутник «Дискавери-V» весом в 770 килограммов.
  - Катастрофа стратегического бомбардировщика «Ту-16» на Дальнем Востоке, погиб весь экипаж, 6 человек[24].
- 18 августа — МИД СССР выступило с официальным заявлением и возложило ответственность за возникший в Лаосе кризис на правительство Фуи Сананикона, потребовало прекратить вмешательство США и вернуться к выполнению соглашений по урегулированию и национальному примирению[37].
- 19 августа — на всеобщих выборах в Малайской Федерации победила правящая Союзная партия, получившая 51,8% голосов и 74 из 104 мест.
- 21 августа — Гавайи стали 50-м штатом США.
- 22 августа — правительство Лаоса приняло решение о призыве в армию и о создании корпуса сельской милиции для борьбы с силами Патриотического фронта Лаоса[38].
- 17 августа — президент Индонезии Сукарно провозгласил Политический манифест («Манипол»), определивший пять принципов развития страны, в том числе «индонезийский социализм» и «направляемую демократию»[39].
- 25 августа — президент США Дуайт Эйзенхауэр заявляет, что США удовлетворили просьбу правительства Лаоса о дополнительной помощи в борьбе с повстанческим движением[38].

### Сентябрь
- 4 сентября — королевское правительство Лаоса направило в ООН жалобу, в которой обвинило Демократическую Республику Вьетнам (ДРВ) в агрессии и потребовало вмешательства ООН вплоть до посылки в страну международных сил[37].
- 7 сентября — Совет Безопасности ООН поддержал жалобу Лаоса на ДРВ и сформировал подкомитет для проведения расследования событий. СССР голосовал против и не признал законность создания подкомитета ООН по Лаосу[40].
- 10 сентября — Патриотический фронт Лаоса осудил решения Совета Безопасности ООН по Лаосу и заявил о решимости вести переговоры по урегулированию с королевским правительством[40].
- 12 сентября — автоматическая межпланетная станция «Луна-2» впервые в мире совершила перелёт на другое небесное тело и 14 сентября доставила вымпелы с изображением Государственного герба СССР на поверхность Луны[2][41].
- 13 сентября — президентом ФРГ избран Генрих Любке.
- 14 сентября 
  - Заявление Советского правительства с осуждением планов использования войск стран СЕАТО и США в Лаосе[40].
  - В США вступил в действие антирабочий закон Лэндрама–Гриффина.
- 15—28 сентября — первый официальный визит Н. С. Хрущёва в США. Хрущёв стал самым первым руководителем СССР, посетившим Соединённые Штаты.
- 16 сентября — президент Франции генерал Шарль де Голль выступил с заявлением по алжирскому вопросу и признал право Алжира на самоопределение[42].
- 19 сентября — в результате взрыва метана в шахте № 31 треста „Рутченковуголь“ (г. Сталино) погибли 17 шахтёров[43].
- 26 сентября — в результате удара тайфуна «Вера» по центральному Хонсю (Япония) погибли 5098 человек.
- 29 сентября — катастрофа L-188 под Буффало, погибли 34 человека.

### Октябрь
- 6 октября — без церемонии открытия начал свою работу «Кармелит», первый на Ближнем Востоке метрополитен (Хайфа, Израиль).
- 7 октября
  - Автоматическая межпланетная станция «Луна-3» впервые в мире сфотографировала обратную сторону Луны и передала снимки на Землю. Первый опыт изучения другого небесного тела с передачей его изображения с борта космического аппарата[2].
  - Советским зенитно-ракетным комплексом С-75 «Двина» в районе Пекина над территорией Китайской Народной Республики был сбит тайваньский самолёт-разведчик Martin B-57 Canberra. Первое боевое применение ЗРК С-75[44].
- 8 октября — парламентские выборы в Великобритании, Консервативная партия получила 49,4 % голосов и 365 из 630 мест в Палате общин.
- 14 октября — катастрофа стратегического бомбардировщика «Ту-16» в Киевской области, погиб весь экипаж, 6 человек[24].
- 21 октября — маршал Абдель Хаким Амер назначен представителем президента ОАР Г. А. Насера в Сирийском районе с правом издания декретов и полного контроля над деятельностью районных властей[45].
- 23 октября — Катастрофа Ил-14 во Внукове, погибли 28 человек.
- 25 октября — парламентские выборы в Швейцарии Социал-демократическая партия получила 26,4% голосов и 51 из 196 мест в Национальном совете, Свободная демократическая партия – 23,7% и также 51 место, Консервативная народная партия – 23,3% и 47 мест.
- 25—26 октября — парламентские выборы в Исландии, победила Партия независимости, получившая 39,7% голосов и 16 мест из 35 в парламенте.
- 27 октября — в результате урагана в штате Колима (Мексика) погибло до 1800 человек.
- 28 октября
  - У побережья Кубы исчез самолёт, на котором летел начальник главного штаба армии, известный революционер, команданте Камило Сьенфуэгос[46].
  - За участие в Венгерском восстании в Будапеште казнена Мария Магори.
- 29 октября — скончался первый король единого Лаоса Сисаванг Вонг. На престол вступил его сын, регент королевства, наследный принц Саванг Ваттхана[47].

### Ноябрь
- 1 ноября
  - В Ленинграде в особняке Дервиза на Английской набережной открыт первый в СССР Дворец бракосочетания.
  - В Гвинее запрещены любые земельные сделки без санкции государства[48].
- 3 ноября — на выборах в кнессет Израиля победила левая партия МАПАЙ премьер-министра Д. Бен-Гуриона – 38,2% голосов и 47 из 120 мест.
- 8 ноября — в условиях безальтернативности и однопартийности в Тунисе прошли всеобщие выборы, президентом страны переизбран Хабиб Бургиба.
- 12 ноября — в Вашингтоне подписан Договор о дружбе и торговле между США и Пакистаном[14].
- 16 ноября
  - Над Мексиканским заливом исчез самолёт Douglas DC-7B компании National Airlines с 42 людьми на борту. Были обнаружены отдельные обломки и несколько тел, но сам самолёт найден не был.
  - Катастрофа Ан-10 во Львове.
- 20 ноября — правительство Австрии парафировало Конвенцию о создании Европейской ассоциации свободной торговли («Рынок семи»)[12].

### Декабрь
- 1 декабря — 12-ю странами (включая СССР и США) подписан международный договор об Антарктике (вступил в силу 23 июня 1961).
- 3 декабря
  - Принят в эксплуатацию первый атомный ледокол в СССР и мире – «Ленин».
  - На шахте "Ключи 1-3" (пос. Буланаш, Свердловская область) в результате аварии, сопровождавшейся взрывом метана, погибли 6 шахтёров и 5 горноспасателей[49].
- 4 декабря — британские власти отменили чрезвычайное положение на Кипре[50].
- 8 декабря — при взлёте с аэродрома Борисполь (под Киевом) разбился  стратегический бомбардировщик «Ту-16», погибли 5 из 6 членов экипажа[24].
- 13 декабря — на первых в истории Кипра президентских выборах победил архиепископ Макариос III (получил 66,8 % голосов), вице-президентом стал представитель турецкой общины острова Фазыл Кючюк[50].
  - Катастрофа Ил-14 под Байсуном, погибли 30 человек.
- 17 декабря — образованы Ракетные войска стратегического назначения СССР в качестве самостоятельного вида Вооружённых сил.
- 20 декабря — парафирован договор о передаче Австрийским нефтяным управлением компаниям США и Великобритании части капиталов национализированной нефтяной промышленности Австрии[12].
- 25 декабря — после безуспешной попытки премьер-министра Лаоса Фуи Сананикона избавиться от влияния правого Комитета защиты национальных интересов генерал Фуми Носаван вывел на улицы Вьентьяна танки и армейские части. Резиденция премьер-министра была окружена патрулями жандармерии и Фуи Сананикон вынужден подать в отставку[51].
- 28 декабря — премьер-министром Лаоса назначен Катай Сасорит, однако он скоропостижно скончался в ночь на 29 декабря[51].
- 30 декабря — в ночь на 31 декабря в Лаосе произошёл второй подряд военный переворот. Власть перешла к Революционному совету, сформированному из членов Комитета защиты национальных интересов и представителей армейского командования. Обеспечение порядка в стране взяло на себя Верховное командование во главе с начальником генерального штаба генералом Уаном Раттикуном[52].
- 31 декабря — сессия Национального собрания Демократической Республики Вьетнам приняла новую Конституцию страны[53].

### Без точных дат
- Компания IBM создаёт серию Мейнфреймов 7000 — первых транзисторных компьютеров для крупных компаний.
- На вооружение Советской Армии принят автомат АКМ.
- Всемирный год беженца (резолюция ООН 1285 (XIII)[54]) Первый международный год ООН был объявлен Генеральной Ассамблеей ООН в 1959 году. В своей резолюции 1285 (XIII) Генеральная Ассамблея «рассмотрела предложение об установлении Всемирного года беженца, начиная с июня 1959 года».

## Персоны года
Человек года по версии журнала Time — Дуайт Эйзенхауэр, президент США.

## Родились
См. также: Категория:Родившиеся в 1959 году

### Январь
- 3 января — Фёдор Юрчихин, русский космонавт.
- 9 января — Ригоберта Менчу, лауреат Нобелевской премии мира 1992 года (Гватемала).
- 12 января — Пер Гессле, шведский певец, музыкант. Солист группы Roxette.
- 26 января — Наталья Вавилова, советская киноактриса.
- 27 января — Елена Топильская, советский и российский юрист, писатель, сценарист.

### Февраль
- 5 февраля — Андрей Лаптев, лётчик-испытатель, Герой Российской Федерации (ум. в 2021)
- 8 февраля — Маурисио Макри, президент Аргентины в 2015—2019 годах..
- 19 февраля — Анатолий Демьяненко, советский футболист, защитник.
- 22 февраля — Кайл Маклахлен, американский актёр и режиссёр.
- 23 февраля — Борис Токарев, советский и российский киноактёр, актёр и режиссёр дубляжа.
- 24 февраля — Александр Белостенный, советский баскетболист, олимпийский чемпион, чемпион мира и Европы (ум. в 2010).
- 25 февраля
  - Алексей Балабанов, советский и российский кинорежиссёр, сценарист и продюсер (ум. в 2013).
  - Михаил Девятьяров, советский и российский спортсмен-лыжник и тренер, олимпийский чемпион (1988 г.).

### Март
- 5 марта — Марианна Цой, российская писательница, музыкальный продюсер, вдова рок-музыканта Виктора Цоя (ум. в 2005).
- 9 марта — Такааки Кадзита, японский физик, лауреат Нобелевской премии по физике 2015 года.
- 12 марта — Милорад Додик, сербский политик, один из лидеров Республики Сербской, член президентства Боснии и Герцеговины.
- 13 марта — Иван Кучин, российский поэт, автор-исполнитель.
- 14 марта — Олег Сакмаров, советский и российский рок-музыкант.
- 16 марта — Йенс Столтенберг, премьер-министр Норвегии в 2005–2013 и генеральный секретарь НАТО в 2014–2024 годах.
- 18 марта — Люк Бессон, французский кинорежиссёр, сценарист, продюсер и писатель.
- 21 марта — Вадим Ананьев, солист Ансамбля песни и пляски Российской армии имени А. В. Александрова.
- 23 марта — Кэтрин Кинер, американская актриса и продюсер.
- 25 марта
  - Владимир Бегунов, российский гитарист и автор песен, основатель и бессменный участник группы «Чайф».
  - Алексей Меринов, российский художник-карикатурист.
- 27 марта — Иван Саввиди, российский предприниматель.

### Апрель
- 1 апреля — Марина Яковлева, советская и российская актриса.
- 2 апреля
  - Альберто Фернандес, президент Аргентины в 2019–2023 годах.
  - Дэвид Френкель, американский кинорежиссёр, сценарист и исполнительный продюсер.
- 6 апреля — Виктор Сарайкин, советский, российский и украинский актёр театра и кино, заслуженный артист России, народный артист Украины.
- 10 апреля — Брайан Сетцер, американский музыкант.
- 15 апреля
  - Эмма Томпсон, английская актриса, сценарист, обладательница двух «Оскаров».
  - Кевин Лоу, канадский хоккеист, пятикратный обладатель Кубка Стэнли.
- 16 апреля — Майкл Рид Барратт, американский врач и астронавт НАСА.
- 21 апреля — Абдулла Ямин, президент Мальдивской республики в 2013–2018 годах.
- 22 апреля — Александр Тютрюмов, российский актёр театра и кино, предприниматель.
- 27 апреля 
  - Марина Левтова, советская и российская актриса театра и кино (ум в 2000).
  - Юрий Аксюта, российский музыкальный менеджер и телепродюсер, режиссёр, диктор.
- 30 апреля — Стивен Харпер, премьер-министр Канады в 2006—2015 годах.

### Май
- 12 мая — Винг Реймз, актёр, продюсер, сценарист.
- 13 мая — Олег Куликович, актёр, мастер дубляжа.
- 15 мая — Эндрю Элдрич, основатель группы Sisters of Mercy.
- 27 мая — Донна Стрикленд, канадский физик, лауреат Нобелевской премии по физике 2018 года.

### Июнь
- 7 июня — Татьяна Друбич, советская и российская актриса театра и кино.
- 11 июня — Хью Лори, британский актёр.
- 13 июня — Клаус Йоханнис, румынский политик, президент Румынии в 2014–2025 годах.
- 17 июня — Ульрике Рихтер, пловчиха ГДР, трёхкратная олимпийская чемпионка (1976), четырёхкратная чемпионка мира.
- 22 июня — Владимир Шахрин, российский рок-музыкант, лидер группы «Чайф».

### Июль
- 7 июля — Барбара Краузе, пловчиха ГДР, трёхкратная олимпийская чемпионка (1980), двукратная чемпионка мира, восьмикратная рекордсменка мира.
- 11 июля — Тобиас Моретти, австрийский актёр, режиссёр, музыкант.
- 12 июля — Тупоу VI, король Тонги с 2012 года.
- 14 июля — Петер Ангерер, западногерманский биатлонист, олимпийский чемпион 1984 года.
- 16 июля — Александр Черницкий, писатель-публицист, автор более 30 книг для детей и взрослых.
- 25 июля — Фёдор Черенков, советский и российский футболист.
- 25 июля — Анатолий Оноприенко, советский и украинский серийный убийца.
- 26 июля — Кевин Спейси, американский актёр, двукратный лауреат премии «Оскар».

### Август
- 3 августа — Коити Танака, японский инженер и химик, лауреат Нобелевской премии по химии 2002 года.
- 10 августа
  - Розанна Аркетт, американская актриса.
  - Вячеслав Дёгтев, писатель, лауреат премии имени Андрея Платонова, финалист национального конкурса «Бестселлер-2003».
- 23 августа — Алексей Широпаев, российский публицист, поэт, националист, неоязычник.

### Сентябрь
- 2 сентября — Ги Лалиберте, основатель и руководитель компании Cirque du Soleil.
- 7 сентября
  - Дрю Вайсман, американский иммунолог и биохимик, лауреат Нобелевской премии по физиологии и медицине 2023 года.
  - Иван Затевахин, российский теле- и радиоведущий («Диалоги о животных»).
  - Олег Штефанко, советский, российский и американский актёр.
- 9 сентября — Ольга Варшавер, переводчик художественной литературы с английского языка.
- 14 сентября — Мортен Харкет, норвежский вокалист группы A-ha.
- 20 сентября — Сергей Попов, российский гитарист групп Мастер и Ария.
- 21 сентября — Виктор Вержбицкий, российский актёр.
- 26 сентября — Илья Кормильцев, российский поэт, переводчик, музыкальный и литературный критик (ум. в 2007).
- 29 сентября — Юн Фоссе, норвежский прозаик, поэт, драматург, лауреат Нобелевской премии по литературе 2023 года.

### Октябрь
- 2 октября — Лена Хейдиз, российский художник, акционистка, публицист.
- 6 октября — Андрей Хуторской, российский педагог, учёный, автор дидактической эвристики — теории и технологии развития одарённости.
- 9 октября — Борис Немцов, российский политик (убит в 2015).
- 17 октября — Франсиско Флорес, президент Сальвадора в 1999–2004 годах (ум. в 2016).
- 18 октября
  - Сергей Доренко, российский журналист, радиоведущий (погиб в 2019).
  - Маурисио Фунес, президент Сальвадора в 2009–2014 годах (ум. в 2025).
- 21 октября — Кэн Ватанабэ, японский актёр телевидения и кино.
- 26 октября
  - Олег Добродеев, российский журналист и медиаменеджер, генеральный директор Всероссийской государственной телевизионной и радиовещательной компании (ВГТРК).
  - Эво Моралес, боливийский государственный и политический деятель, президент Боливии в 2006–2019 годах.
- 29 октября — Джон Магуфули, президент Танзании в 2015–2021 годах (ум. в 2021).

### Ноябрь
- 6 ноября — Брайан Адамс, канадский рок-музыкант, гитарист, автор и исполнитель песен.
- 14 ноября — Дмитрий Дибров, российский журналист, телевизионный ведущий и музыкант.
- 20 ноября 
  - Шон Янг, американская киноактриса.
  - Сергей Шевкуненко, актёр советского кино и криминальный авторитет.
- 24 ноября — Терри Кори Бреннан, американский учёный, историк-антиковед, адъюнкт-профессор Ратгерского университета.
- 26 ноября — Сергей Балахнин, советский и российский футболист, тренер сборной России в 2015–2016 годах.
- 26 ноября — Сергей Головкин, советский серийный убийца. (казнён в 1996)
- 30 ноября — Лариса Вербицкая, советский и российский диктор и телеведущая, заслуженная артистка России (2004).

### Декабрь
- 1 декабря — Гарик Сукачёв, российский музыкант, поэт, композитор, актёр, режиссёр, лидер групп «Бригада-С» (1986–1994) и «Неприкасаемые».
- 4 декабря — Криста Ротенбургер, 2-кратная чемпионка зимних Олимпийских игр 1984 и 1988 годов из ГДР, 2-кратная чемпионка мира.
- 5 декабря — Сергей Агафонов, заслуженный журналист России.
- 7 декабря — Сергей Мазаев, советский и российский актёр, музыкант, певец, солист группы «Моральный Кодекс».
- 21 декабря — Флоренс Гриффит-Джойнер, американская легкоатлетка, трёхкратная олимпийская чемпионка (1988), чемпионка мира (ум. в 1998).
- 31 декабря
  - Барон Вака, композитор и президент Науру.
  - Вэл Эдвард Килмер, американский актёр, продюсер, режиссёр.

## Скончались
См. также: [[Категория:Умершие в 1959 году]]
- 7 января — Борис Лавренёв, русский писатель (род. в 1891).
- 21 января — Прасковья Ангелина, участница стахановского движения, дважды Герой Социалистического Труда (род. в 1913).
- 3 февраля — Бадди Холли, американский певец, автор песен и пионер рок-н-ролла (погиб в авиакатастрофе) (род. в 1936).
- 7 февраля — Даниель Франсуа Малан, южноафриканский политик и государственный деятель, премьер-министр Южно-Африканского Союза в 1948–1954 (род. в 1874).
- 15 февраля — Оуэн Уилланс Ричардсон, британский физик, лауреат Нобелевской премии по физике 1928 года (род. в 1879).
- 24 февраля — Альфред Агач французский архитектор-градостроитель, социолог, автор генеральных планов Рио-де-Жанейро, ряда других бразильских городов, Канберры (род. в 1875).[55][56].
- 7 марта — Итиро Хатояма, японский политик, премьер-министр Японии в 1954–1956 (род. в 1883).
- 15 марта — Шалва Дадиани, грузинский актёр, писатель, драматург, общественный деятель, переводчик, народный артист Грузинской ССР (род. в 1874).
- 17 марта — Галактион Табидзе, грузинский поэт, народный поэт Грузинской ССР (род. в 1892).
- 22 марта
  - Ольга Книппер-Чехова, русская и советская актриса, служившая в МХАТе; народная артистка СССР (род. в 1868).
  - Константин Поцхверашвили, грузинский композитор, дирижёр, музыковед (род. в 1889).
- 30 марта — Даниил Андреев, русский поэт-мистик, автор «Розы Мира» (род. в 1906).
- 31 марта — Глеб Кржижановский, советский государственный и партийный деятель, учёный-энергетик, академик и вице-президент АН СССР, советский экономист и экономико-географ, Герой Социалистического Труда (род. в 1872).
- 17 апреля — Борис Ширяев, русский писатель, прозаик «второй волны» изгнания (род. в 1887).
- 19 апреля — Александр Дехтерёв, русский педагог, писатель, архиепископ Виленский и Литовский (род. в 1889).
- 22 апреля — Николай Досталь, советский кинорежиссёр (род. в 1909).
- 14 мая — Иван Перестиани, актёр и режиссёр русского и советского немого и звукового кино (род. в 1870).
- 24 мая — Джон Фостер Даллес, американский политик, государственный секретарь США в 1953–1959 (род. в 1888).
- 7 июня — Пятрас Вайчюнас, литовский поэт и драматург (род. в 1890).
- 9 июня — Адольф Виндаус, немецкий химик, лауреат Нобелевской премии по химии 1928 года (род. в 1876).
- 10 июня — Виталий Бианки, советский писатель, орнитолог, педагог и журналист (род. в 1890).
- 16 июля — Иван Жолтовский, российский и советский архитектор, художник и педагог, академик архитектуры (род. в 1867).
- 17 августа — Карел Куттельвашер, чехословацкий лётчик-ас Второй мировой войны (род. в 1916).
- 26 сентября — Соломон Бандаранаике, премьер-министр Цейлона в 1956–1959 годах (умер в должности, род. в 1899).
- 15 октября — Степан Бандера, руководитель Организации украинских националистов (род. в 1909).
- 28 октября — Камило Сьенфуэгос, один из лидеров Кубинской революции (род. в 1932).
- 30 октября — Джим Моллисон, шотландский лётчик, пионер авиации (род. в 1905).
- 13 ноября — Алексей Фатьянов, русский советский поэт, автор популярных песен (род. в 1919).
- 15 ноября — Чарлз Вильсон, шотландский физик, лауреат Нобелевской премии по физике 1927 года (род. в 1869).
- 18 ноября — Аркадий Шайхет, советский фотограф, один из основоположников советского фоторепортажа (род. в 1898).
- 16 декабря — Сергей Васильев, советский кинорежиссёр, сценарист, актёр, народный артист СССР, лауреат Сталинских премий первой степени (1941, 1942) (род. в 1905).
- 28 декабря — Анте Павелич, в 1941–1945 годах диктатор («Поглавник») Независимого государства Хорватия (род. в 1889).

## Нобелевские премии
- Физика — Эмилио Джино Сегре и Оуэн Чемберлен — «За открытие антипротона».
- Химия — Ярослав Гейровский — «За открытие и развитие полярографических методов анализа».
- Медицина и физиология — Северо Очоа и Артур Корнберг — «За открытие механизмов биосинтеза РНК и ДНК».
- Литература — Сальваторе Квазимодо — «За лирическую поэзию, которая с классической живостью выражает трагический опыт нашего времени».
- Премия мира — Филип Ноэль-Бейкер — «Как крупнейший специалист по разоружению».